# اروپای شرقی

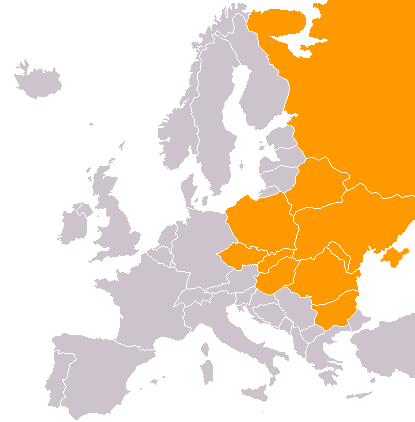
نقشه اروپای شرقی

شرق اروپا به قسمت شرق قاره اروپا گفته می‌شد که تا پیش از سال ۱۹۹۱ عضو پیمان‌های مربوط به بلوک شرق بودند.
امروزه این بلوک منحل نشده و کشورها تنها با توجّه به محل جغرافیائی‌شان در خاور اروپا با این نام نامیده می‌شوند.

## کشورها

فلگ مپ کشورهای اروپای شرقی

- روسیه
- بلاروس
- لهستان
- گرجستان
- اوکراین
- جمهوری چک
- اسلواکی
- اسلوونی
- رومانی
- مولداوی
- بلغارستان
- مجارستان
- صربستان
- کرواسی

## جغرافیای شمال شرقی اروپا

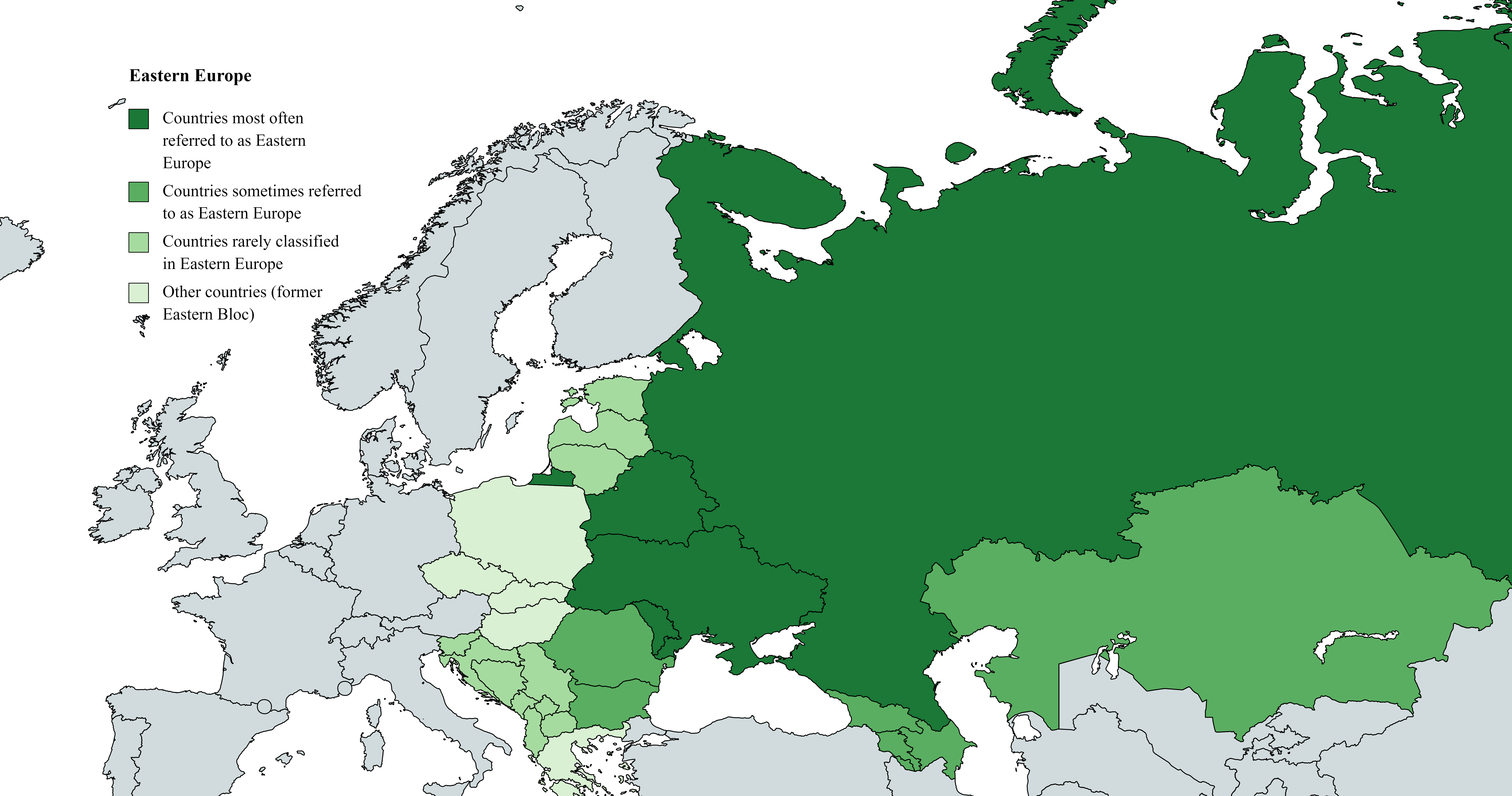
تعریف‌های متفاوت محدوده اروپای شرقی

نظام دولتی کشورها در این قسمت از اروپا بعد از جنگ جهانی دوم و گسترش نفوذ روسیه تا سال ۱۹۹۰ کمونیستی بوده و دارای پیمان منافع نظامی مشترک ورشو (بلوک شرق) بودند. بعضی از این کشورها چون اوکراین، پس از فروپاشی شوروی دچار نابسامانی سیاسی، تجزیه و فقر اقتصادی شدند.

## نگارخانه

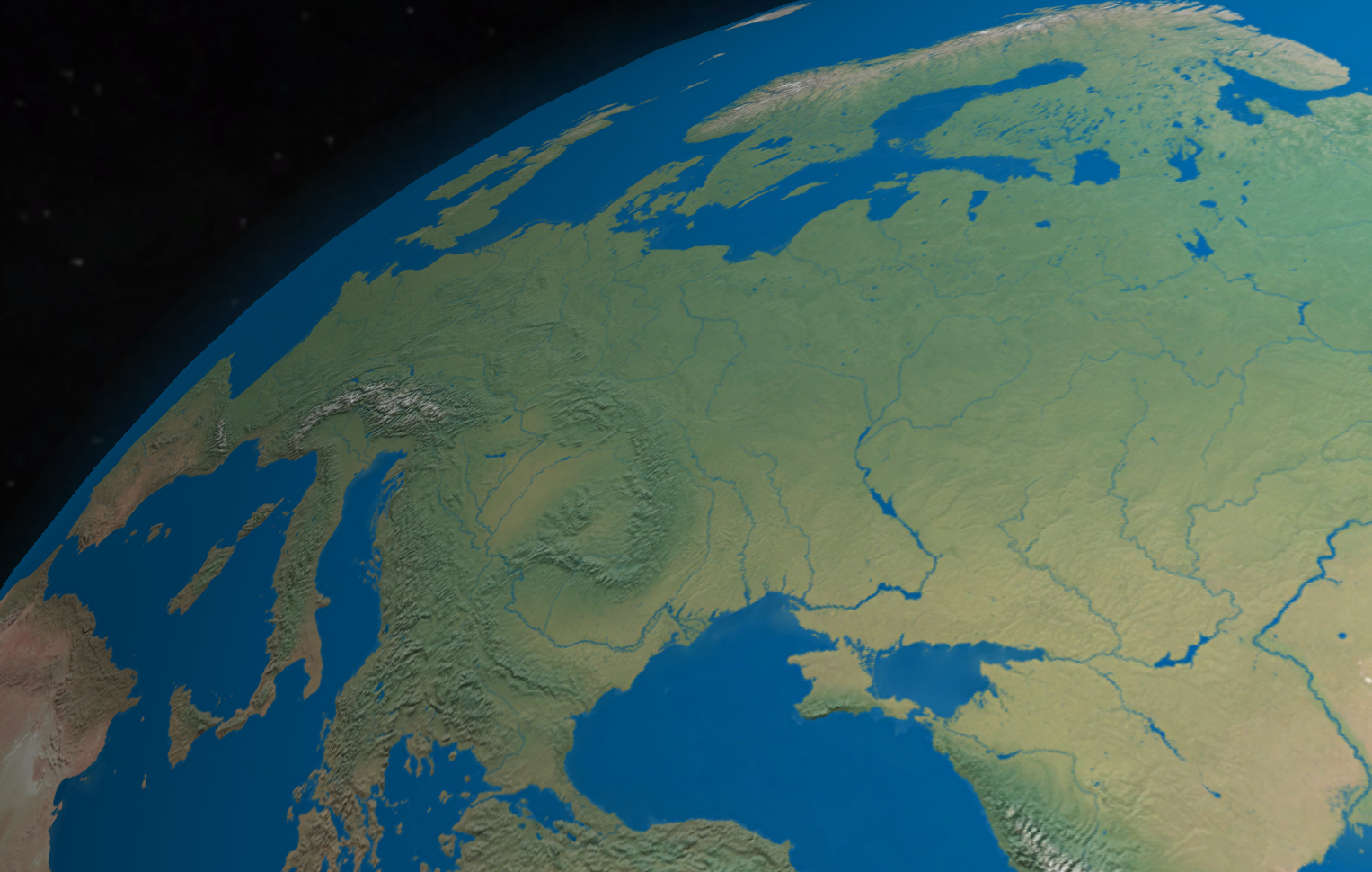
دید فضایی اروپای شرقی
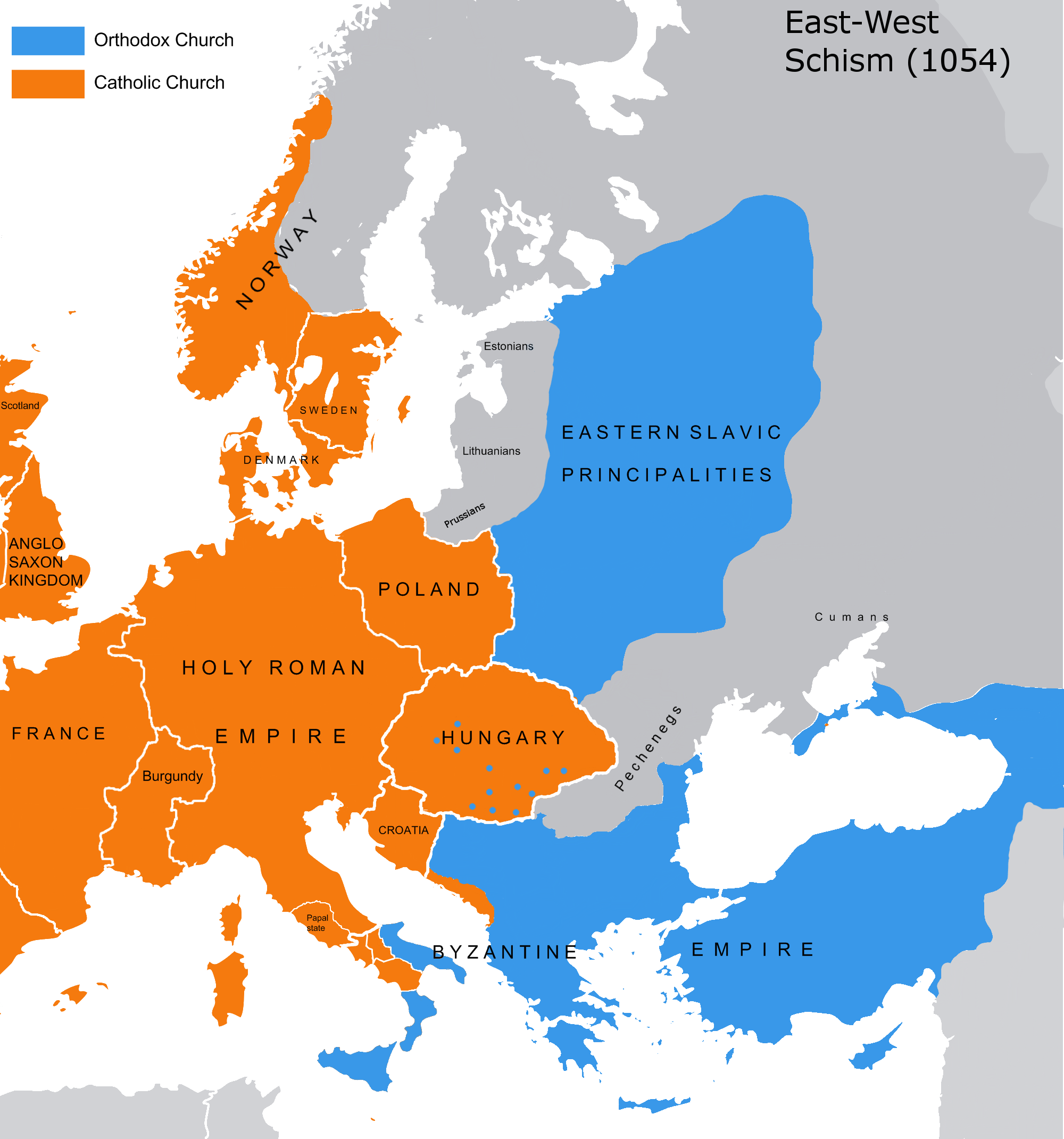
جدایی شرق و غرب
هرم جمعیت اروپای شرقی